# Ioan Moga (protopop)
Ioan Moga (n. 1804 - d. 27 noiembrie 1862, Hălmagiu, județul Arad) a fost preot paroh român unit al Bisericii Adormirea Maicii Domnului din Hălmagiu în perioada 1825-1862, personalitate implicată în mișcarea națională din anii 1848-1849, delegat al românilor transilvăneni la Curtea de la Viena.

## Biografie
În data de 6 decembrie 1825 a fost hirotonit preot de episcopul Ioan Bob în Biserica Adormirea Maicii Domnului din Hălmagiu.
În anul 1848 fost singurul delegat din Hălmagiu participant la Adunarea Națională de pe Câmpia Libertății de la Blaj, cu care prilej a fost ales în delegația care a prezentat Dietei din Cluj, doleanțele românilor. A fost ales și membru în Comitetul Național Permanent din Sibiu în anii 1848-1849, iar în anul 1861 a făcut parte din delegația celor patru români care au prezentat în Viena împăratului Franz Joseph al Austriei, un memorandum de protest împotriva unirii Transilvaniei cu Ungaria.
Moga a scris și o cronică a evenimentelor desfășurate în timpul Revoluției anilor 1848-1849 prin părțile Hălmagiului („Descrierea întâmplărilor de la începutul revoluției in anul 1848 și 1849 în Protopresbiteriatul din Hălmagiu”). Rămasă în manuscris, aceasta a fost de abia în 1943, în revista „Transilvania” nr.74 din 1 ianuarie.

Pe crucea lui s-au scris următoarele versuri:
„Ceriulu din a se cunună

Își perdu un meteoru
Ear aici o tristă turmă

Și a perdutu unu brav păstoriu,...”